# Masacrul de la Galați
Masacrul de la Galați se referă la asasinarea la data de 30 iunie 1940 a sute (se estimează a fi între 80 și 400) de cetățeni evrei, de câtre militari români retrași din Basarabia predată URSS-ului și instigați de propaganda oficială a Statului Român fascist-antisemit. A fost primul masacru al Holocaustului în România.

## Context
În urma ultimatumului sovietic, masa de soldații români și de civili s-au retras în debandadă, în câteva ore, din Basarabia și Bucovina de Nord, care au fost ocupate de URSS. 

### Desfășurare
Nu există un raport oficial cu privire la desfășurarea masacrului. Ca urmare a actelor antisemite din Regatul României fascizat - cum ar fi cele ale Guvernului Octavian Goga sau ale guvernelor prezidate de Miron Cristea, militari români care se retrăgeau în debandadă din teritoriile basarabene ocupate, instigați de propaganda antisemită oficială care-i învinovățea pe „evreii comuniști” de această retragere haotică, s-au răzbunat pe evreii gălățeni. Numărul evreilor asasinați se estimează că ar fi fost între 80 și 400.